# Barile
Barile (in Arbëresh: Barilli) ist eine italienische Gemeinde in der Provinz Potenza in Basilikata. In Barile werden Reben für den Rotwein Aglianico del Vulture angebaut.

## Lage und Daten
Barile liegt 44 km nördlich von Potenza. Hier wohnen 3060 Einwohner. Die Nachbargemeinden sind Ginestra, Melfi, Rapolla, Rionero in Vulture, Ripacandida und Venosa.

## Seismische Aktivität
Nach der italienischen Klassifizierung bezüglich seismischer Aktivität wurde Barile der Zone 1 (in einer Skala von 1 bis 4) zugeordnet. Ein Erdbeben wurde am 14. August 1851 mit einer Magnitude von 6,33 registriert. Das Erdbeben vom 23. Juli 1930 mit Magnitude 6,7 zerstörte den größten Teil des Ortes.

## Geschichte
Der Ort wurde im Mittelalter gegründet und hieß damals Barrelium. Nach der Eroberung von Kruja vonseiten der Osmanen im Jahr 1478 flohen viele albanische Christen (Arbëresh) ins Königreich Neapel, um der Rache der Osmanen und der Islamisierung zu entkommen und siedelten sich hier und in anderen Gebieten an. Es kam zu weiteren Besiedlungen von Flüchtlingen aus Koroni im 1534, von zirka 30 Familien „Coronei“ (italienische Bezeichnung für die Bevölkerung von Koroni) aus Melfi und 1647 aus Mani. Das machte den Ort zur größten albanischen Gemeinde im Vulture-Gebiet.

## Sehenswürdigkeiten
Sehenswert ist die Kirche Madonna di Costantinopoli.